# Velutina beringensis
Velutina beringensis är en snäckart. Velutina beringensis ingår i släktet Velutina och familjen Velutinidae. Inga underarter finns listade i Catalogue of Life.